# Michaela Bercu
Michaela Bercu (în ebraică: מיכאלה ברקו; n. 31 martie 1967, Tel Aviv, Israel) este un supermodel și actriță israeliană cu origini românești. În noiembrie 1988, Bercu a devenit primul model fotografiat pe coperta Vogue după venirea Annei Wintour ca redactor-șef al revistei.
Bercu a jucat în filmul american Dracula (1992), în regia lui Francis Ford Coppola, interpretând una dintre miresele contelui Dracula, alături de Monica Bellucci și Florina Kendrick.

## Biografie
Mihaela Bercu s-a născut în Tel Aviv, ca fiică unică a unei familii de evrei așkenazi originari din România, tatăl său,  Armand (1925-2007), fiind din București, iar mama ei, Yehudit, din Timișoara. Bercu a crescut vorbind ebraică, română și maghiară. Blondă și cu o înălțime particulară (1,83 metri), și-a început cariera de model la vârsta de 13 ani și jumătate, când mama ei a prezentat-o fotografului de modă Menahem Oz.
La 15 ani s-a mutat la Paris, căștigând un succes internațional ca model reprezentat de firma Elite Model Management.
A fost cover girl în magazinele Vogue, Harper's Bazaar, Cosmopolitan, Elle, Sunday Times, New York Woman, Mademoiselle, și Glamour. A participat la campanii de publicitate ale companiilor Loréal, Valentino și Revlon.  
A devenit cunoscută în toată lumea pentru apariția din noiembrie 1988, pe coperta revistei americane Vogue, purtând o bluză cu o decorație în cruce, produsă de casa de modă Christian Lacroix, și o pereche de blugi de culoare ștearsă. Imaginea fusese capturată în exterior, în lumină naturală. A reprezentat prima copertă a Annei Wintour, aceasta preluând recent funcția de redactor-șef al magazinului, și a fost interpretată ca o ruptură cu tradiția formală a imaginilor de copertă din vremea redactoarei precedente, Grace Mirabella. Era și prima dată când un model purta blugi pe coperta magazinului Vogue.
Imaginea Michaelei Bercu a onorat în anul 1992 coperta magazinului Sports Illustrated, numărul Swimsuit Issue, dedicat costumelor de baie. 
În afara filmului Dracula, Michaela Bercu a jucat și în telenovela israeliană Bubot (Păpuși) în rolul Anna Aharonson, iubita personajului Arik, interpretat de actorul Dudu Topaz.
După mai multe perioade de timp trăite in străinătate, la Paris și Los Angeles, Mihaela Bercu locuieste la Tel Aviv împreună cu soțul ei, omul de afaceri Ron Zuckerman, și ce patru copii ai lor.
În prezent ea se ocupă cu antrenamente de slăbire și menținerea formei, precum și cu dramaterapie. În 2015, Bercu a primit cetățenie română.

## Filmografie
- Dracula (1992) - Mireasa contelui Dracula